# Leptanilla zaballosi
Leptanilla zaballosi is een mierensoort uit de onderfamilie van de Leptanillinae. De wetenschappelijke naam van de soort is voor het eerst geldig gepubliceerd in 1994 door Barandica, López, Martínez & Ortuno.